# Коханці Кафе де Фльор
Коханці Кафе де Фльор (фр. Les Amants du Flore) — французька біографічна драма 2006-го року про становлення філософині Симони де Бовуар, зокрема, її роботу над книгою Друга стать, поліаморні стосунки з Жаном-Полем Сартром.

## Сюжет
21-річна Симона де Бовуар в університеті знайомиться з 24-річним Жаном-Полем Сартром, який хоче з нею готуватись до іспитів. Симона спочатку відштовхує його, а потім погоджується. Родинне життя батьків Симони нещасливе. Її батько постійно принижує матір через свої неуспіхи у фінансах і бідність.
Симона не хоче створювати родину. Сартр пропонує їй відкриті стосунки, Симона погоджується. Після закінчення університету вони обидва стають вчителями старших класів. Сартр швидко завойовує симпатії учнів, Симоні це вдається важче, але вона звертає на себе увагу. Сартр їде на рік до Берліна, де заводить інтрижку, про яку сповіщає де Бовуар. У відповідь та стає коханкою власної учениці Лумі. Сартр дізнається про це і хоче, щоб вони утворили тріо. Ці стосунки вимотують де Бовуар, все заспокоюється, коли Лумі виходить заміж за одного з учнів Сартра. Через деякий час де Бовуар стає коханкою цього учня.
Сартр заводить довгий роман з Танею. Симона ревнує, але переконує себе, що так і треба. Вона працює редакторкою і критиком робіт Сартра. Від надміру роботи вони захворює, але Сартр їй ніяк не допомагає, натомість під час хвороби її навідує мати, з якою вона розсварилася, коли стала коханкою Сартра. Симона пропонує Сартру перестати бути коханцями, але залишитись співавторами і друзями. Він погоджується.
Батько Симони помирає, мати переїжджає і хоче отримати освіту і піти працювати. Сартра забирають до армії. Симона його чекає. В одному з листів він каже, що одружується з Танею. Симона кидає листа до кошика зі сміттям, його підбирає одна з її учениць (Марина). Вона приходить до Симони, нагадує їй про обачність. Вони стають коханками.
Нацистська Німеччина захоплює Францію. Сартр обманом йде з армії і повідомляє де Бовуар, що хоче приєднатися до руху опору. Він хоче воювати, але йому не дають, і він зосереджується на написанні антивішистських творів. Мати Марини пише скаргу на Симону і ту звільняють з роботи. Марина закохується у єврея, якого вбивають з усією родиною перед висадкою союзників у Нормандії.
Сартр, який став дуже відомим, їде до США, залишаючи де Бовуар розбиратись з журналом, який вони заснували разом. Симона задумується про неволю жінок, їй набридають постійні романи Сартра і те, що він її використовує. У США Сартр заводить роман із Кармен і домовляється про гастролі де Бовуар там.
Симона їде до США. Вона знаходить Кармен і дізнається, що Сартр запросив ту до Франції, в той час як сама де Бовуар перебуватиме у США. Вона у гніві. Її супроводжуюча знайомить де Бовуар із американським письменником Нельсоном Олгрейном. У них розпочинається пристрасний роман, Олгрейн пропонує де Бовуар одружитися і народити дітей. Та вагається. Зрештою вона повертається до Франції, хоча Сартр просить її цього не робити. У Франції вона дізнається, що Сартр хоче одружитися з Кармен. Їхні спільні друзі просять її вплинути на нього. Вона відмовляється і їде писати книгу «Друга стать». Сартр приїздить до неї, вона розповідає, що пише книгу про жінок. Він заохочує її і вони миряться
Олгрейн приїздить до Симони у Париж. Вона деякий час вагається, чи поїхати за ним до США. Після виходу «Другої статі» вона набуває слави, хоч і не завжди доброзичливої. Зрештою вона вирішує залишитися у Франції і продовжити творчу співпрацю із Сартром.

## У ролях
- Анна Муглалі: Симона де Бовуар
- Лоран Дойч[fr]: Жан-Поль Сартр
- Каролін Сіоль[fr]: Франсуаз де Бовуар (мати)
- Кел Вебер: Нельсон Ольгрейн[en]
- Клеманс Поезі: Лумі
- Жюльєн Баумгартнер[fr]: Тиссен
- Сара Стерн[fr]: Таня
- Дідьє Сандр[fr]: Жорж де Бовуар (батько)
- Дженіфер Декер[fr]: Марина
- Владислав Галар[fr]: Поль Нізан
- Летиція Спігареллі[fr]: Лола
- Робер Планьоль[fr]: Альбер Камю
- Філіп Барді[fr]: Франсуа Моріак
- Надя Странсар[fr]: директор ліцею